# Lijst van rijksmonumenten in Land van Cuijk
De gemeente Land van Cuijk telt 497 inschrijvingen in het rijksmonumentenregister. Hieronder een overzicht.

## Beers
De plaats Beers telt 22 inschrijvingen in het rijksmonumentenregister. Zie Lijst van rijksmonumenten in Beers voor een overzicht.

## Beugen
De plaats Beugen telt 7 inschrijvingen in het rijksmonumentenregister.
| Object            | Oorspronkelijke functie?  | Bouwjaar   | Architect | Locatie            | Coördinaten?                  | Nr.?   | Afbeelding        |
| ----------------- | ------------------------- | ---------- | --------- | ------------------ | ----------------------------- | ------ | ----------------- |
| Martinus          | Industrie- en poldermolen | 1868       |           | Molenstraat 24     | 51° 40' 33" NB, 5° 56' 11" OL | 10048  | Meer afbeeldingen |
| Krukhuisboerderij | Boerderij                 | 1850       |           | Dorpsstraat 45     | 51° 40' 23" NB, 5° 55' 55" OL | 518524 | Upload foto       |
| Langsdeelschuur   | Opslag                    | circa 1875 |           | Dorpsstraat bij 45 | 51° 40' 24" NB, 5° 55' 55" OL | 518525 | Upload foto       |
| T-boerderij       | Boerderij                 | 1910       |           | Dorpsstraat 36     | 51° 40' 24" NB, 5° 56' 9" OL  | 518547 | Meer afbeeldingen |
| Posthuis          | Horeca                    | 1800-1900  |           | Kerkplein 1        | 51° 40' 25" NB, 5° 56' 25" OL | 518556 | Upload foto       |
| Woonhuizen        | Woonhuis                  | 1910       |           | Kerkplein 15       | 51° 40' 30" NB, 5° 56' 22" OL | 518558 | Meer afbeeldingen |
| Karschop          | Boerderij                 | circa 1875 |           | Dorpsstraat bij 45 | 51° 40' 24" NB, 5° 55' 55" OL | 525203 | Upload foto       |

## Boxmeer
De plaats Boxmeer telt 45 inschrijvingen in het rijksmonumentenregister. Zie Lijst van rijksmonumenten in Boxmeer voor een overzicht.

## Cuijk
De plaats Cuijk telt 19 inschrijvingen in het rijksmonumentenregister. Zie Lijst van rijksmonumenten in Cuijk voor een overzicht.

## Escharen
De plaats Escharen telt 3 inschrijvingen in het rijksmonumentenregister.
| Object                          | Oorspronkelijke functie?  | Bouwjaar | Architect | Locatie                    | Coördinaten?                  | Nr.?   | Afbeelding                      |
| ------------------------------- | ------------------------- | -------- | --------- | -------------------------- | ----------------------------- | ------ | ------------------------------- |
| H.Lambertus                     | Kerk en kerkonderdeel     | 1863     | J. Werten | Burg de Bourbonplein 2     | 51° 44' 38" NB, 5° 44' 43" OL | 514129 | Meer afbeeldingen               |
| Heilig Hartbeeld                | Gedenkteken               | ca. 1930 |           | Burg de Bourbonplein bij 4 | 51° 44' 37" NB, 5° 44' 45" OL | 514130 | Heilig Hartbeeld                |
| Raadhuis; tegenwoordig woonhuis | Bestuursgebouw en onderdl | 1876     |           | St Machutusweg 7           | 51° 44' 35" NB, 5° 44' 42" OL | 514151 | Raadhuis; tegenwoordig woonhuis |

## Gassel
De plaats Gassel telt 5 inschrijvingen in het rijksmonumentenregister.
| Object                                                                             | Oorspronkelijke functie?  | Bouwjaar           | Architect | Locatie            | Coördinaten?                  | Nr.?   | Afbeelding        |
| ---------------------------------------------------------------------------------- | ------------------------- | ------------------ | --------- | ------------------ | ----------------------------- | ------ | ----------------- |
| Bergzicht                                                                          | Industrie- en poldermolen | 1817               |           | Hoeve 23           | 51° 44' 41" NB, 5° 46' 9" OL  | 8862   | Meer afbeeldingen |
| Sint Janskerk: kerk                                                                | Kerk en kerkonderdeel     | 1850-1875          |           | Julianaplein 1     | 51° 44' 27" NB, 5° 46' 50" OL | 526041 | Meer afbeeldingen |
| Sint Janskerk: pastorie                                                            | Kerkelijke dienstwoning   | ca. 1850           |           | Julianaplein 1     | 51° 44' 26" NB, 5° 46' 50" OL | 527325 | Meer afbeeldingen |
| Sint Janskerk: ommuurde kerkhof met smeedijzeren poort en verschillende graftekens | Begraafplaats en -onderdl | diverse jaartallen |           | Julianaplein bij 1 | 51° 44' 26" NB, 5° 46' 50" OL | 527326 | Meer afbeeldingen |

## Grave
De plaats Grave telt 130 inschrijvingen in het rijksmonumentenregister. Zie Lijst van rijksmonumenten in Grave voor een overzicht.

## Groeningen
De plaats Groeningen telt 4 inschrijvingen in het rijksmonumentenregister.
| Object                                                                | Oorspronkelijke functie? | Bouwjaar                                                            | Architect | Locatie             | Coördinaten?                  | Nr.?  | Afbeelding        |
| --------------------------------------------------------------------- | ------------------------ | ------------------------------------------------------------------- | --------- | ------------------- | ----------------------------- | ----- | ----------------- |
| Sint-Antonius en Nicolaaskapel                                        | Kerk en kerkonderdeel    | 15e eeuw (oorsprong)                                                |           | Groeningsestraat 19 | 51° 36' 25" NB, 5° 59' 56" OL | 37401 | Meer afbeeldingen |
| Boerderij 'De Voort', behorende bij het verdwenen kasteeltje De Voirt | Boerderij                | ca. 1750                                                            |           | Voortweg 8          | 51° 36' 25" NB, 5° 59' 21" OL | 37403 | Meer afbeeldingen |
| Terrein waarin overblijfselen van bewoning                            | Archeologisch monument   | Mesolithicum, Neolithicum, IJzertijd, Romeinse tijd en Middeleeuwen |           |                     | 51° 37' 34" NB, 5° 59' 49" OL | 46102 | Upload foto       |
| Terrein waarin overblijfselen van bewoning                            | Archeologisch monument   | Mesolithicum, Neolithicum, IJzertijd, Romeinse tijd en Middeleeuwen |           |                     | 51° 36' 39" NB, 6° 0' 55" OL  | 46103 | Upload foto       |

## Haps
De plaats Haps telt 4 inschrijvingen in het rijksmonumentenregister.
| Object                                                       | Oorspronkelijke functie?  | Bouwjaar                    | Architect   | Locatie       | Coördinaten?                  | Nr.?   | Afbeelding        |
| ------------------------------------------------------------ | ------------------------- | --------------------------- | ----------- | ------------- | ----------------------------- | ------ | ----------------- |
| Mariamolen                                                   | Industrie- en poldermolen | 1802 (bouw) 1859 (verhoogd) |             | Cuijkseweg 19 | 51° 41' 50" NB, 5° 52' 7" OL  | 20007  | Meer afbeeldingen |
| Terrein waarin overblijfselen van het kasteel 'De Gravenhof' | Archeologisch monument    | Middeleeuwen                |             |               | 51° 41' 25" NB, 5° 51' 60" OL | 45441  | Upload foto       |
| Sint-Nicolaaskerk                                            | Kerk en kerkonderdeel     | 1899                        | C. Franssen | Kerkstraat 17 | 51° 41' 23" NB, 5° 51' 46" OL | 517531 | Meer afbeeldingen |
| Vrijstaand eenvoudig woonhuis met bedrijfsaanbouw            | Woonhuis                  | ca. 1920                    |             | Kijkuitspad 6 | 51° 41' 10" NB, 5° 52' 7" OL  | 517533 | Upload foto       |

## Holthees
De plaats Holthees telt 4 inschrijvingen in het rijksmonumentenregister.
| Object                         | Oorspronkelijke functie?  | Bouwjaar                     | Architect | Locatie       | Coördinaten?                 | Nr.?   | Afbeelding        |
| ------------------------------ | ------------------------- | ---------------------------- | --------- | ------------- | ---------------------------- | ------ | ----------------- |
| Kapel van onze lieve vrouw     | Kerk en kerkonderdeel     | in oorsprong 15e eeuw        |           | Kapelstraat 1 | 51° 34' 35" NB, 6° 0' 15" OL | 37402  | Meer afbeeldingen |
| Kasteel Makken: kasteelterrein | Bijgebouwen kastelen enz. | 1650-1700                    |           | Makkenweg 1   | 51° 34' 58" NB, 6° 0' 4" OL  | 508648 | Meer afbeeldingen |
| Kasteel Makken: Voorburcht     | Bijgebouwen kastelen enz. | waarschijnlijk laat 15e eeuw |           | Makkenweg 1   | 51° 34' 58" NB, 6° 0' 4" OL  | 514725 | Meer afbeeldingen |
| Kasteel Makken: Kasteelpoort   | Tuin, park en plantsoen   | waarschijnlijk 17e eeuw      |           | Makkenweg 1   | 51° 34' 54" NB, 6° 0' 3" OL  | 514726 | Upload foto       |

## Katwijk
De plaats Katwijk telt 8 inschrijvingen in het rijksmonumentenregister. Zie Lijst van rijksmonumenten in Katwijk (Noord-Brabant) voor een overzicht.

## Langenboom
De plaats Langenboom telt 5 inschrijvingen in het rijksmonumentenregister.
| Object                                          | Oorspronkelijke functie?  | Bouwjaar     | Architect | Locatie              | Coördinaten?                  | Nr.?   | Afbeelding                                      |
| ----------------------------------------------- | ------------------------- | ------------ | --------- | -------------------- | ----------------------------- | ------ | ----------------------------------------------- |
| Parochie van de Heilige Familie                 | Kerk en kerkonderdeel     | 1926         |           | Dominicanenstraat 73 | 51° 41' 60" NB, 5° 43' 45" OL | 509276 | Meer afbeeldingen                               |
| Langgevelboerderij in traditionalistische stijl | Boerderij                 | 1940         |           | Dorpsstraat 71       | 51° 42' 23" NB, 5° 43' 27" OL | 509277 | Langgevelboerderij in traditionalistische stijl |
| Russendaal                                      | Woonhuis                  | 1864         |           | Russendaalweg 20     | 51° 43' 16" NB, 5° 44' 28" OL | 509280 | Russendaal                                      |
| Russendaal: historische tuinaanleg              | Tuin, park en plantsoen   | ca. 1805     |           | Russendaalweg bij 20 | 51° 43' 12" NB, 5° 44' 36" OL | 527927 | Russendaal: historische tuinaanleg              |
| Russendaal: mariakapel                          | Bijgebouwen kastelen enz. | kort na 1945 |           | Russendaalweg bij 20 | 51° 43' 15" NB, 5° 44' 28" OL | 529074 | Upload foto                                     |

## Ledeacker
De plaats Ledeacker telt 2 inschrijvingen in het rijksmonumentenregister.
| Object | Oorspronkelijke functie? | Bouwjaar        | Architect | Locatie        | Coördinaten?                  | Nr.?   | Afbeelding        |
| --- | ------------------------ | --------------- | --------- | -------------- | ----------------------------- | ------ | ----------------- |
| Jr.k. Kerk van St. Catharina. Als kapel in baksteen gebouwd, met een koor met 5/8 sluiting en door kruisribgewelven overkluisd, en met twee schiptrav | Kerk en kerkonderdeel    | 15e eeuw        |           | Dorpsstraat 36 | 51° 38' 4" NB, 5° 52' 28" OL  | 31776  | Meer afbeeldingen |
| Keuterboerderijtje | Boerderij                | 18e of 19e eeuw |           | Nullen bij 1D  | 51° 37' 58" NB, 5° 52' 17" OL | 526471 | Meer afbeeldingen |

## Linden
De plaats Linden telt 1 inschrijving in het rijksmonumentenregister.
| Object                                                               | Oorspronkelijke functie? | Bouwjaar  | Architect | Locatie       | Coördinaten?                  | Nr.? | Afbeelding        |
| -------------------------------------------------------------------- | ------------------------ | --------- | --------- | ------------- | ----------------------------- | ---- | ----------------- |
| Lambertus: R.K. Kerk, bestaande uit een toren en een eenbeukig schip | Kerk en kerkonderdeel    | 1450-1500 |           | Kerkstraat 34 | 51° 44' 57" NB, 5° 49' 60" OL | 8863 | Meer afbeeldingen |

## Mill
De plaats Mill telt 67 inschrijvingen in het rijksmonumentenregister. Zie Lijst van rijksmonumenten in Mill voor een overzicht.

## Oeffelt
De plaats Oeffelt telt 13 inschrijvingen in het rijksmonumentenregister. Zie Lijst van rijksmonumenten in Oeffelt voor een overzicht.

## Oploo
De plaats Oploo telt 36 inschrijvingen in het rijksmonumentenregister. Zie Lijst van rijksmonumenten in Oploo voor een overzicht.

## Overloon
De plaats Overloon telt 3 inschrijvingen in het rijksmonumentenregister.
| Object                                                                                             | Oorspronkelijke functie? | Bouwjaar                        | Architect | Locatie         | Coördinaten?                  | Nr.?   | Afbeelding        |
| -------------------------------------------------------------------------------------------------- | ------------------------ | ------------------------------- | --------- | --------------- | ----------------------------- | ------ | ----------------- |
| Terrein waarin een urnenveld                                                                       | Archeologisch monument   | late Bronstijd                  |           |                 | 51° 33' 18" NB, 5° 55' 10" OL | 46107  | Upload foto       |
| Boerderij                                                                                          | Boerderij                | tweede helft 18e eeuw           |           | Helderseweg 31  | 51° 33' 56" NB, 5° 56' 29" OL | 518581 | Boerderij         |
| R.K. KERK met PASTORIE en Heilig Hartbeeld, gewijd aan de heilige Theobaldus en Antonius van Padua | Boerderij                | 1944 (verwoest) 1957 (ingewijd) |           | 14 Oktoberplein | 51° 34' 18" NB, 5° 56' 51" OL | 530838 | Meer afbeeldingen |

## Sambeek
De plaats Sambeek telt 41 inschrijvingen in het rijksmonumentenregister. Zie Lijst van rijksmonumenten in Sambeek voor een overzicht.

## Sint Agatha
De plaats Sint Agatha telt 4 inschrijvingen in het rijksmonumentenregister.
| Object                                                           | Oorspronkelijke functie?    | Bouwjaar                                                                                                 | Architect | Locatie            | Coördinaten?                  | Nr.?  | Afbeelding                                                       |
| ---------------------------------------------------------------- | --------------------------- | --- | --------- | ------------------ | ----------------------------- | ----- | ---------------------------------------------------------------- |
| Boerderij op L-vormige plattegrond met dwarshuis                 | Boerderij                   | vroeg 19e eeuw                                                                                           |           | Van den Boschweg 3 | 51° 42' 40" NB, 5° 55' 16" OL | 11627 | Upload foto                                                      |
| De Woelige Stal: landhuis met boerderij                          | Woonhuis                    | Vroeg 19e eeuw                                                                                           |           | Hantert 8          | 51° 42' 46" NB, 5° 54' 0" OL  | 11628 | Upload foto                                                      |
| Dorpswoning, onder zadeldak tussen zijtopgevels; omlijste ingang | Woonhuis                    | begin 19e eeuw                                                                                           |           | Liesmortel 1       | 51° 42' 49" NB, 5° 54' 39" OL | 11629 | Dorpswoning, onder zadeldak tussen zijtopgevels; omlijste ingang |
| Kruisherenklooster St.Agatha                                     | Klooster, kloosteronderdeel | 1378 (gesticht) Tachtigjarige Oorlog (verwoest) 1612 (herbouwd) 1906 (ten dele gesloopt) 1949 (hersteld) |           | Kloosterlaan 26    | 51° 42' 49" NB, 5° 55' 1" OL  | 11630 | Meer afbeeldingen                                                |

## Sint Anthonis
De plaats Sint Anthonis telt 5 inschrijvingen in het rijksmonumentenregister.
| Object | Oorspronkelijke functie? | Bouwjaar                                       | Architect                     | Locatie        | Coördinaten?                  | Nr.?  | Afbeelding        |
| --- | ------------------------ | ---------------------------------------------- | ----------------------------- | -------------- | ----------------------------- | ----- | ----------------- |
| Boerderij van het Brabantse langgeveltype, bestaande uit een woonvleugel onder pannen dak, dat rechts aansluit tegen een puntgevel met vlechtingen, en een haaks daarop gebouwd stalgedeelte onder wolfdak. De voorgevel heeft vensters met luiken en zesruitsschuiframen. Deur in eenvoudige omlijsting met panelen en eenvoudig bovenlicht | Boerderij                | 1830                                           |                               | Brink 7        | 51° 37' 35" NB, 5° 52' 51" OL | 31773 | Meer afbeeldingen |
| R.K. Kerk van St. Anthonius Abt | Kerk en kerkonderdeel    | 1477 (bouw) 1834 (hersteld) 1930-31 (hersteld) | H.C. van de Leur (verbouwing) | Brink 10       | 51° 37' 36" NB, 5° 52' 58" OL | 31774 | Meer afbeeldingen |
| Dorpswoning onder zadeldak en met zij-topgevels met vlechtingen; zesdelige schuiframen met luiken. Hijsvenster in de kopgevel en overkapping voor de hijsbalk | Woonhuis                 | begin 19e eeuw                                 |                               | Molenstraat 11 | 51° 37' 36" NB, 5° 52' 41" OL | 31775 | Meer afbeeldingen |
| Witgepleisterd boerderijtje. Met riet en pannen gedekt wolfdak. Inrijdeuren onder opgewipt dakgedeelte in de linker zijgevel | Boerderij                | eerste helft 19e eeuw                          |                               | Noordkant 13   | 51° 37' 52" NB, 5° 53' 3" OL  | 31777 | Meer afbeeldingen |
| Boerderijtje van het middenlangsdeeltype onder met riet en rode Hollandse pannen gedekt wolfdak | Boerderij                | 1730                                           |                               | Peelkant 26    | 51° 37' 24" NB, 5° 52' 21" OL | 31778 | Meer afbeeldingen |

## Sint Hubert
De plaats Sint Hubert telt 5 inschrijvingen in het rijksmonumentenregister.
| Object                                  | Oorspronkelijke functie?  | Bouwjaar   | Architect | Locatie               | Coördinaten?                  | Nr.?   | Afbeelding         |
| --------------------------------------- | ------------------------- | ---------- | --------- | --------------------- | ----------------------------- | ------ | ------------------ |
| R.K.Kerk van de H.H.Hubertus en Barbara | Kerk en kerkonderdeel     | 15e eeuw   |           | Kerkpad 16            | 51° 40' 41" NB, 5° 48' 34" OL | 29935  | Meer afbeeldingen  |
| De Heimolen                             | Industrie- en poldermolen | 1967, 2007 |           | Wanroijseweg 99       | 51° 40' 20" NB, 5° 48' 10" OL | 29936  | Meer afbeeldingen  |
| Boerderij onder wolfsdak                | Boerderij                 | ca. 1900   |           | Voortsestraat 9       | 51° 40' 34" NB, 5° 48' 59" OL | 509284 | Meer afbeeldingen  |
| Krukhuisboerderij                       | Boerderij                 | 1861       |           | Kromme Bergweg bij 30 | 51° 40' 15" NB, 5° 49' 9" OL  | 526763 | Krukhuisboerderij  |
| Vrijstaande schuur                      | Boerderij                 | 18e eeuw   |           | Kromme Bergweg bij 30 | 51° 40' 15" NB, 5° 49' 9" OL  | 526791 | Vrijstaande schuur |

## Stevensbeek
De plaats Stevensbeek telt 4 inschrijvingen in het rijksmonumentenregister.
| Object                          | Oorspronkelijke functie? | Bouwjaar        | Architect | Locatie              | Coördinaten?                 | Nr.?   | Afbeelding        |
| ------------------------------- | ------------------------ | --------------- | --------- | -------------------- | ---------------------------- | ------ | ----------------- |
| N.V. Lactaria: beheerderswoning | Boerderij                | 1910-1911       |           | Kloosterstraat 2     | 51° 36' 8" NB, 5° 54' 55" OL | 519197 | Meer afbeeldingen |
| N.V. Lactaria: hoofdgebouw      | Boerderij                | 1934 (verbouwd) |           | Kloosterstraat bij 2 | 51° 36' 8" NB, 5° 54' 55" OL | 519198 | Meer afbeeldingen |
| N.V. Lactaria: veestallen       | Boerderij                | 1910-1911       |           | Kloosterstraat bij 2 | 51° 36' 8" NB, 5° 54' 55" OL | 519248 | Meer afbeeldingen |
| N.V. Lactaria: hooischuur       | Boerderij                | 1910-1911       |           | Kloosterstraat bij 2 | 51° 36' 8" NB, 5° 54' 55" OL | 519249 | Meer afbeeldingen |

## Velp
De plaats Velp telt 25 inschrijvingen in het rijksmonumentenregister. Zie Lijst van rijksmonumenten in Velp (Noord-Brabant) voor een overzicht.

## Vierlingsbeek
De plaats Vierlingsbeek telt 9 inschrijvingen in het rijksmonumentenregister:
| Object | Oorspronkelijke functie? | Bouwjaar          | Architect | Locatie         | Coördinaten?                 | Nr.?   | Afbeelding                 |
| --- | ------------------------ | ----------------- | --------- | --------------- | ---------------------------- | ------ | -------------------------- |
| Huis onder dwars zadeldak tussen in- en uitgezwenkte topgevels, die horizontale uitgemetselde banden vertonen en korfboogvormige venstertogen | Woonhuis                 | 1756 (jaarankers) |           | Spoorstraat 9   | 51° 35' 47" NB, 6° 0' 36" OL | 37400  | Meer afbeeldingen          |
| Terrein waarin overblijfselen van het kasteel 't Oordje                                                                                       | Archeologisch monument   | Middeleeuwen      |           |                 | 51° 35' 42" NB, 6° 1' 30" OL | 46104  | Upload foto                |
| Terrein waarin een urnenveld | Archeologisch monument   | late Bronstijd    |           |                 | 51° 35' 10" NB, 6° 1' 25" OL | 46105  | Upload foto                |
| Terrein waarin overblijfselen van een nederzetting                                                                                            | Archeologisch monument   | IJzertijd         |           |                 | 51° 35' 1" NB, 6° 1' 47" OL  | 46106  | Upload foto                |
| Kazematten | Kazemat                  | 1939-1940         |           | Staaiweg bij 25 | 51° 35' 51" NB, 6° 1' 16" OL | 518576 | Upload foto                |
| Kazematten | Kazemat                  | 1939-1940         |           | Staaiweg bij 25 | 51° 35' 51" NB, 6° 1' 16" OL | 518577 | Upload foto                |
| T-boerderij | Boerderij                | ca. 1875          |           | Burggraaf 2     | 51° 35' 52" NB, 6° 0' 29" OL | 518579 | Meer afbeeldingen          |
| Langsdeelschuur | Boerderij                | ca. 1875          |           | Burggraaf bij 2 | 51° 35' 52" NB, 6° 0' 29" OL | 518580 | Langsdeelschuur            |
| Nederlandse Hervormde Kerk | Kerk en kerkonderdeel    | 1843              |           | Spoorstraat 17  | 51° 35' 46" NB, 6° 0' 33" OL | 518582 | Nederlandse Hervormde Kerk |

## Wanroij
De plaats Wanroij telt 30 inschrijvingen in het rijksmonumentenregister. Zie Lijst van rijksmonumenten in Wanroij voor een overzicht.

## Westerbeek
De plaats Westerbeek telt 4 inschrijvingen in het rijksmonumentenregister.
| Object                                                   | Oorspronkelijke functie? | Bouwjaar | Architect          | Locatie           | Coördinaten?                  | Nr.?   | Afbeelding        |
| -------------------------------------------------------- | ------------------------ | -------- | ------------------ | ----------------- | ----------------------------- | ------ | ----------------- |
| Boerderij van het langgeveltype                          | Boerderij                | ca. 1900 |                    | Kerkstraat 48     | 51° 34' 48" NB, 5° 51' 44" OL | 519194 | Upload foto       |
| Schuur                                                   | Boerderij                | ca. 1900 |                    | Kerkstraat bij 48 | 51° 34' 48" NB, 5° 51' 44" OL | 519195 | Upload foto       |
| H. Hart van Jezus: kerkgebouw in late Neo-Gotische stijl | Kerk en kerkonderdeel    | 1922     | J. van Groenendael | Stevensstraat 68  | 51° 34' 56" NB, 5° 51' 48" OL | 519228 | Meer afbeeldingen |
| Bijgebouw: voormalig broedhok voor kippen                | Boerderij                | ca. 1900 |                    | Kerkstraat bij 48 | 51° 34' 48" NB, 5° 51' 44" OL | 519247 | Upload foto       |

## Wilbertoord
De plaats Wilbertoord telt 1 inschrijving in het rijksmonumentenregister.
| Object           | Oorspronkelijke functie? | Bouwjaar | Architect | Locatie          | Coördinaten?                  | Nr.?   | Afbeelding        |
| ---------------- | ------------------------ | -------- | --------- | ---------------- | ----------------------------- | ------ | ----------------- |
| Huize Princepeel | Woonhuis                 | 1871     |           | Princepeelweg 50 | 51° 39' 25" NB, 5° 45' 41" OL | 509278 | Meer afbeeldingen |

's-Hertogenbosch ·
Alphen-Chaam ·
Altena ·
Asten ·
Baarle-Nassau ·
Bergeijk ·
Bergen op Zoom ·
Bernheze ·
Best ·
Bladel ·
Boekel ·
Boxtel ·
Breda ·
Cranendonck ·
Deurne ·
Dongen ·
Drimmelen ·
Eersel ·
Eindhoven ·
Etten-Leur ·
Geertruidenberg ·
Geldrop-Mierlo ·
Gemert-Bakel ·
Gilze en Rijen ·
Goirle ·
Halderberge ·
Heeze-Leende ·
Helmond ·
Heusden ·
Hilvarenbeek ·
Laarbeek ·
Land van Cuijk ·
Loon op Zand ·
Maashorst ·
Meierijstad ·
Moerdijk ·
Nuenen, Gerwen en Nederwetten ·
Oirschot ·
Oisterwijk ·
Oosterhout ·
Oss ·
Reusel-De Mierden ·
Roosendaal ·
Rucphen ·
Sint-Michielsgestel ·
Someren ·
Son en Breugel ·
Steenbergen ·
Tilburg ·
Valkenswaard ·
Veldhoven ·
Vught ·
Waalre ·
Waalwijk ·
Woensdrecht ·
Zundert